# Orthopodomyia arboricollis
Orthopodomyia arboricollis är en tvåvingeart som först beskrevs av Charmoy 1908.  Orthopodomyia arboricollis ingår i släktet Orthopodomyia och familjen stickmyggor.
Artens utbredningsområde är Mauritius. Inga underarter finns listade i Catalogue of Life.